# Ramon de Cervera (senyor de l'Espluga Jussana)
Ramon de Cervera (-1178/82) fou senyor de l'Espluga Jussana, el Tallat i Passanant. Membre del llinatge dels Cervera.

## Família
Fill de Ponç I de Cervera, castlà de Cervera, i de Beatriu de Bas, vescomtessa de Bas. Es va casar amb Ponceta, amb la qual tingueren diferents fills:
- Elisenda (-1166), casada Berenguer d'Aguiló
- Berenguera, casada Guillem d'Aguiló
- Berenguer
- Guillem de la Guàrdia (-1235/45), senyor de l'Espluga Jussana, la Guàrdia Lada, Conesa i Segura. Casat amb Marquesa de Cervera
- Timbor
- Guillem (-1175), monjo de Poblet
- Pere (-1226)

## Biografia
Ramon de Cervera va impulsar l'organització feudal en l'àmbit de la Conca de Barberà, al costat del seu germà gran Ponç II, especialment a la zona de l'Espluga de Francolí a principis dels anys cinquanta del segle xii. La seva activitat va crear nous vassalls fidels preparats per a l'activitat militar com Berenguer de Sentdomí. Va potenciar l'explotació agrària mitjançant l'establiment de pagesos, i fins i tot va instaurar com a dependent a un clergue, Pere de Pinós, beneficiat amb capellanies en una àmplia zona.
Es tractava d'un programa de feudalització molt ampli, que es va produir un cop assolida la ciutat de Lleida i preparant la conquesta de Siurana, que ell i el seu germà, Ponç, segurament pretenien dirigir o explotar.
Tots dos havien participat en les campanyes del comte Ramon Berenguer IV de Tortosa i de Lleida (1148 i 1149), i la de Ciurana (1153-1154), zona veïna als seus dominis, encara que la victòria va ser administrada pel comte, qui no va confiar en ells a l'hora d'organitzar el poder a la regió conquerida. No obstant això, ja en temps del rei Alfons, aquest li va encomanar com a feu el districte de Conesa el 1178, proper a l'àmbit de domini de Ramon.
La implantació del monestir de Poblet (1151- 1153) als voltants del seu domini de l'Espluga Jussana va suposar un tall radical a les iniciatives abans esmentades. No obstant això i a diferència del seu nebot Ponç III o altres membres de la seva família, no es va enfrontar al cenobi, sinó que fins i tot es va lliurar per a rebre sepultura al mateix, li va donar homes dels seus dominis en el testament de 1172, i encara el 1175 va afegir altres béns. A més, al 1166, en la concessió que va fer d'un molí a l'Espluga consentia la facultat d'extreure pedra per iniciar la construcció del monestir, que permet datar els inicis de l'obra. Amb tot, en anys anteriors, Ramon havia beneficiat els eremites de Ramon de Vallbona amb la donació d'un alou a Cérvoles en els anys cinquanta, que arrodonia una altra efectuada pel comte Ramon Berenguer IV i que més tard constituiria una granja cistercenca. Per tant, en els anys de progrés de la seva autoritat a la comarca va preferir als eremites en comptes dels veïns monjos de Poblet, i només va patrocinar aquest centre monacal quan el seu desplegament ja s'havia fet imparable.